# HD 159834
HD 159834，又名BD+21 3157，SAO 85232、HR 6559，是一颗恒星，视星等为6.1，位于銀經44.53，銀緯25.59，其B1900.0坐标为赤經17h 31m 43.1s，赤緯+21° 25.59′ 36″。